# نورتال
نورتال (انگلیسی: Nortal) شرکت فناوری اطلاعات استونیایی است، که در سال ۲۰۰۰ تأسیس شد.